# جشن‌های رومی
جشن‌های رومی (انگلیسی: Roman festivals) بخش بسیار مهمی در زندگی مذهبی روم یا دین در روم باستان در هر دو دوره جمهوری روم و امپراتوری روم و یکی از ویژگی‌های اولیه گاه‌شماری رومی بودند. فریا یا فریای مقدس «تعطیلات» به معنای «روزهای مقدس» یا عمومی یا خصوصی بودند. تعطیلات دولتی توسط مردم روم جشن گرفته می‌شد و از بودجه عمومی برخوردار می‌شد. بازی‌ها (لودی (روم))، مانند لودی آپولینارس، از نظر فنی فریا یا مقدس نبودند، اما روزهایی که در آن جشن گرفته می‌شد، روزهای مقدس (واژه‌نامه دین روم باستان) بود. گرچه هزینه فریا توسط دولت پرداخت می‌شد، اما هزینه لودی‌ها اغلب توسط افراد ثروتمند تأمین می‌شدند. فریایی خصوصی هم تعطیلاتی بود که به افتخار افراد، خصوصی یا خانواده‌ها جشن گرفته می‌شد.